# Liste der römischen Titeldiakonien
Die nachfolgenden Kirchen sind Titeldiakonien eines Kardinaldiakons der römisch-katholischen Kirche. Derzeit haben 73 Kirchen diesen Status, wovon neun Kirchen aktuell nicht besetzt sind.
Siehe auch: Diakonie (Rom), Liste der römischen Titelkirchen

## Bestehende Titeldiakonien
| Nr. | Name                                                           | Aktueller Titelinhaber            | Titeldiakonie seit | Anmerkungen | Frühere Titelinhaber |
| --- | -------------------------------------------------------------- | --------------------------------- | ------------------ | --- | -------------------- |
| 1   | Sant’Agata dei Goti                                            | Raymond Leo Burke                 | spätestens 1400    | seit 3. Mai 2021 Titelkirche pro hac vice | Übersicht            |
| 2   | Sant’Ambrogio della Massima                                    | Claudio Gugerotti                 | 30. Sep. 2023      | |                      |
| 3   | Sant’Agnese in Agone                                           | Gerhard Ludwig Müller             | 21. Feb. 1998      | als Titeldiakonie wiedererrichtete ehemalige Titelkirche seit 1. Juli 2024 Titelkirche pro hac vice                                                                               | Titel                |
| 4   | Santi Angeli Custodi a Città Giardino                          | Angelo Acerbi                     | 5. Feb. 1965       | | Übersicht            |
| 5   | Sant’Angelo in Pescheria                                       | vakant                            | 1. Juni 755        | | Übersicht            |
| 6   | Annunciazione della Beata Vergine Maria a Via Ardeatina        | Domenico Calcagno                 | 5. Feb. 1965       | seit 4. März 2022 Titelkirche pro hac vice | Übersicht            |
| 7   | Sant’Anselmo all’Aventino                                      | Lorenzo Baldisseri                | 25. Mai 1985       | seit 1. Juli 2024 Titelkirche pro hac vice | Übersicht            |
| 8   | Sant’Antonio di Padova a Circonvallazione Appia                | George Jacob Koovakad             | 18. Feb. 2012      | | Übersicht            |
| 9   | Sant’Apollinare alle Terme Neroniane-Alessandrine              | Raniero Cantalamessa OFMCap       | 26. Mai 1929       | | Übersicht            |
| 10  | San Benedetto fuori Porta San Paolo                            | Christophe Pierre                 | 28. Juni 1988      | | Übersicht            |
| 11  | Santi Biagio e Carlo ai Catinari                               | Leonardo Sandri                   | 2. Dez. 1959       | seit 19. Mai 2018 Titelkirche pro hac vice | Übersicht            |
| 12  | San Cesareo in Palatio                                         | Antonio Maria Vegliò              | 6. Juli 1517       | seit 4. März 2022 Titelkirche pro hac vice | Übersicht            |
| 13  | Santi Cosma e Damiano                                          | Mario Grech                       | spätestens 1106    | | Übersicht            |
| 14  | Sacro Cuore di Cristo Re                                       | Stanisław Ryłko                   | 5. Feb. 1965       | seit 19. Mai 2018 Titelkirche pro hac vice | Übersicht            |
| 15  | Sacro Cuore di Gesù a Castro Pretorio                          | Giuseppe Versaldi                 | 5. Feb. 1965       | seit 4. März 2022 Titelkirche pro hac vice | Übersicht            |
| 16  | Dio Padre misericordioso                                       | Crescenzio Sepe                   | 21. Feb. 2001      | seit 20. Mai 2006 Titelkirche pro hac vice | Übersicht            |
| 17  | San Domenico di Guzmán                                         | Manuel Monteiro de Castro         | 18. Feb. 2012      | seit 4. März 2022 Titelkirche pro hac vice | Übersicht            |
| 18  | Santi Domenico e Sisto                                         | José Tolentino Calaça de Mendonça | 21. Okt. 2003      | | Übersicht            |
| 19  | Sant’Elena fuori Porta Prenestina                              | João Bráz de Aviz                 | 25. Mai 1985       | seit 4. März 2022 Titelkirche pro hac vice | Übersicht            |
| 20  | Sant’Eugenio                                                   | Julián Herranz Casado             | 11. März 1960      | seit 12. Juni 2014 Titelkirche pro hac vice | Übersicht            |
| 21  | Sant’Eustachio                                                 | Rolandas Makrickas                | spätestens 600     | | Übersicht            |
| 22  | San Filippo Neri in Eurosia                                    | Fabio Baggio CS                   | 7. Juni 1967       | | Übersicht            |
| 23  | San Francesco di Paola ai Monti                                | vakant                            | 7. Juni 1967       | | Übersicht            |
| 24  | San Francesco Saverio alla Garbatella                          | Franc Rodé CM                     | 21. Feb. 2001      | seit 20. Juni 2016 Titelkirche pro hac vice | Übersicht            |
| 25  | Gesù Buon Pastore alla Montagnola                              | Lazarus You Heung-sik             | 25. Mai 1985       | | Übersicht            |
| 26  | San Giorgio in Velabro                                         | Gianfranco Ravasi                 | spätestens 590     | seit 3. Mai 2021 Titelkirche pro hac vice | Übersicht            |
| 27  | San Giovanni Battista Decollato                                | vakant                            | 29. Apr. 1969      | | Übersicht            |
| 28  | San Giovanni Bosco in via Tuscolana                            | Robert Sarah                      | 5. Feb. 1965       | seit 3. Mai 2021 Titelkirche pro hac vice | Übersicht            |
| 29  | San Giovanni della Pigna                                       | Raffaele Farina SDB               | 25. Mai 1985       | seit 19. Mai 2018 Titelkirche pro hac vice | Übersicht            |
| 30  | San Girolamo della Carità                                      | vakant                            | 5. Feb. 1965       | | Übersicht            |
| 31  | San Giuliano dei Fiamminghi                                    | Walter Brandmüller                | 26. Feb. 1994      | seit 3. Mai 2021 Titelkirche pro hac vice | Übersicht            |
| 32  | San Giuliano Martire                                           | Kevin Farrell                     | 18. Feb. 2012      | | Übersicht            |
| 33  | San Giuseppe dei Falegnami                                     | Francesco Coccopalmerio           | 18. Feb. 2012      | seit 4. März 2022 Titelkirche pro hac vice | Übersicht            |
| 34  | San Giuseppe al Trionfale                                      | Emil Paul Tscherrig               | 7. Juni 1967       | | Übersicht            |
| 35  | Sant’Ignazio di Loyola a Campo Marzio                          | Luis Ladaria SJ                   | 28. Juni 1991      | | Übersicht            |
| 36  | San Lino                                                       | Giovanni Angelo Becciu            | 24. Nov. 2007      | | Übersicht            |
| 37  | San Lorenzo in Piscibus                                        | vakant                            | 24. Nov. 2007      | ab 19. Mai 2018 Titelkirche pro hac vice | Übersicht            |
| 38  | Santa Lucia del Gonfalone                                      | Aquilino Bocos Merino CMF         | 21. Okt. 2003      | | Übersicht            |
| 39  | Basilica di Santa Maria Ausiliatrice                           | Ángel Fernández Artime SDB        | 7. Juni 1967       | | Übersicht            |
| 40  | Santa Maria del Divino Amore a Castel di Leva                  | Enrico Feroci                     | 28. Nov. 2020      | | Übersicht            |
| 41  | Santa Maria della Mercede e Sant’Adriano a Villa Albani        | Fernando Vérgez Alzaga LC         | 7. Juni 1967       | | Übersicht            |
| 42  | Santa Maria della Scala                                        | Ernest Simoni                     | 14. Jan. 1664      | | Übersicht            |
| 43  | Santa Maria delle Grazie alle Fornaci fuori Porta Cavalleggeri | Mario Zenari                      | 25. Mai 1985       | | Übersicht            |
| 44  | Santa Maria Goretti                                            | Agostino Marchetto                | 18. Feb. 2012      | | Übersicht            |
| 45  | Santa Maria Immacolata all’Esquilino                           | Konrad Krajewski                  | 28. Juni 2018      | | Titel                |
| 46  | Santa Maria in Aquiro                                          | vakant                            | spätestens 678     | | Übersicht            |
| 47  | Santa Maria in Cosmedin                                        | vakant                            | spätestens 600     | | Übersicht            |
| 48  | Santa Maria in Domnica                                         | Marcello Semeraro                 | spätestens 1049    | | Übersicht            |
| 49  | Santa Maria in Portico in Campitelli                           | Michael Fitzgerald MAfr           | 26. Juni 1662      | übertragen von Santa Maria in Portico Octaviae | Übersicht            |
| 50  | Santa Maria in Via Lata                                        | Fortunato Frezza                  | spätestens 1426    | | Übersicht            |
| 51  | Santa Maria Liberatrice a Monte Testaccio                      | Giovanni Lajolo                   | 5. Feb. 1965       | seit 19. Mai 2018 Titelkirche pro hac vice | Übersicht            |
| 52  | Santa Maria Odigitria dei Siciliani                            | Paolo Romeo                       | 5. März 1973       | seit 20. November 2010 Titelkirche pro hac vice | Übersicht            |
| 53  | San Michele Arcangelo a Pietralata                             | Michael Czerny SJ                 | 5. Feb. 1965       | | Übersicht            |
| 54  | Santa Monica                                                   | vakant                            | 30. Sep. 2023      | |                      |
| 55  | San Nicola in Carcere                                          | Silvano Tomasi CS                 | spätestens 731     | | Übersicht            |
| 56  | Santissimo Nome di Gesù                                        | Gianfranco Ghirlanda SJ           | 5. Feb. 1965       | | Übersicht            |
| 57  | Santissimi Nomi di Gesù e Maria in Via Lata                    | Timothy Radcliffe OP              | 7. Juni 1967       | | Übersicht            |
| 58  | Santissimo Nome di Maria al Foro Traiano                       | Mauro Gambetti OFMConv            | 29. Apr. 1969      | | Übersicht            |
| 59  | Nostra Signora del Sacro Cuore                                 | Kurt Koch                         | 5. Feb. 1965       | seit 3. Mai 2021 Titelkirche pro hac vice | Übersicht            |
| 60  | Nostra Signora di Coromoto in San Giovanni di Dio              | Fernando Filoni                   | 25. Mai 1985       | | Übersicht            |
| 61  | Ognissanti in Via Appia Nuova                                  | Walter Kasper                     | 29. Apr. 1969      | seit 21. Februar 2011 Titelkirche pro hac vice | Übersicht            |
| 62  | San Paolo alla Regola                                          | Francesco Monterisi               | 25. Jan. 1946      | von Sant’Adriano al Foro hierher übertragen; seit 3. Mai 2021 Titelkirche pro hac vice                                                                                            | Übersicht            |
| 63  | San Paolo alle Tre Fontane                                     | Mauro Piacenza                    | 20. Nov. 2010      | seit 3. Mai 2021 Titelkirche pro hac vice | Übersicht            |
| 64  | San Pier Damiani ai Monti di San Paolo                         | Agostino Vallini                  | 5. März 1973       | seit 24. Februar 2009 Titelkirche pro hac vice | Übersicht            |
| 65  | San Pio V a Villa Carpegna                                     | James Michael Harvey              | 5. März 1973       | seit 1. Juli 2024 Titelkirche pro hac vice | Übersicht            |
| 66  | San Ponziano                                                   | Santos Abril y Castelló           | 24. Nov. 2007      | seit 4. März 2022 Titelkirche pro hac vice | Übersicht            |
| 67  | San Saba                                                       | Arthur Roche                      | 2. Dez. 1959       | | Übersicht            |
| 68  | San Salvatore in Lauro                                         | Angelo Comastri                   | 24. Nov. 2007      | als Titeldiakonie wiedererrichtete ehemalige Titelkirche, seit 19. Mai 2018 Titelkirche pro hac vice                                                                              | Übersicht            |
| 69  | San Sebastiano al Palatino                                     | Edwin Frederick O’Brien           | 5. März 1973       | seit 4. März 2022 Titelkirche pro hac vice | Übersicht            |
| 70  | Santo Spirito in Sassia                                        | Dominique Mamberti                | 28. Juni 1991      | | Übersicht            |
| 71  | San Teodoro al Palatino                                        | vakant                            | spätestens 678     | Neueinrichtung am 2. Dezember 1959 nach Statusverlust im 16. Jahrhundert. Dauerhaft vakant seit 2000. Seit 2004 von der griechisch-orthodoxen Gemeinde in Rom als Kirche genutzt. | Übersicht            |
| 72  | Santi Urbano e Lorenzo a Prima Porta                           | Víctor Manuel Fernández           | 26. Nov. 1994      | | Übersicht            |
| 73  | Santi Vito, Modesto e Crescenzia                               | Giuseppe Bertello                 | spätestens 1088    | seit 4. März 2022 Titelkirche pro hac vice | Übersicht            |

## Ehemalige Titeldiakonien
Nachfolgende Kirchen sind historische Titeldiakonien, die heute nicht mehr existieren bzw. nicht mehr als Titeldiakonie vergeben werden.
| Nr. | Name                                | Titelkirche seit | Titelkirche bis | Bemerkungen                                                                                                 | Frühere Titelinhaber |
| --- | ----------------------------------- | ---------------- | --------------- | --- | -------------------- |
| 1   | Sant’Adriano al Foro                | 630              | 25. Jan. 1946   | heute als Curia Iulia wiederaufgebaut; Titel wurde auf San Paolo alla Regola übertragen                     | Übersicht            |
| 2   | San Bonifacio                       |                  | spätestens 1200 | seit 13. April 1587 als Titelkirche Santi Bonifacio e Alessio wiedererrichtet                               | Übersicht            |
| 3   | Santa Lucia in Septisolio           |                  | 13. Apr. 1587   | | Übersicht            |
| 4   | Santa Lucia in Silice               | 314              | 13. Apr. 1587   | | Übersicht            |
| 5   | Santa Maria ad Martyres             | 23. Juli 1725    | 26. Mai 1929    | heute als Pantheon bekannt, aber nach wie vor auch als Kirche genutzt                                       | Übersicht            |
| 6   | Santa Maria Antiqua                 | spätestens 600   | spätestens 800  | auf Santa Maria Nuova (s. u.) übertragen                                                                    | Übersicht            |
| 7   | Santa Maria in Portico Octaviae     | spätestens 590   | 26. Juni 1662   | auf Santa Maria in Portico in Campitelli übertragen                                                         | Übersicht            |
| 8   | Santa Maria Nuova                   | spätestens 590   | 8. Aug. 1661    | am 14. Januar 1664 auf Santa Maria della Scala übertragen; am 17. März 1887 als Titelkirche wiedererrichtet | Übersicht            |
| 9   | Sant’Onofrio                        | 6. Juli 1517     | 13. Apr. 1587   | am 13. April 1587 zur Titelkirche erhoben                                                                   | Übersicht            |
| 10  | Santi Sergio e Bacco al Foro Romano | spätestens 678   | 13. Apr. 1587   | | Übersicht            |